# Ann Coolsaet
Ann Coolsaet (Mortsel, 19 augustus 1971) is een Belgisch advocate en voormalig politicus voor de VLD. 

## Levensloop
Ze studeerde rechten aan de UIA te Antwerpen, alwaar ze afstudeerde in 1994 als licentiaat. Vervolgens behaalde ze tevens een licentie in het notariaat in 1996. Aansluitend op haar studies rechten was ze van 1994 tot 1998 advocaat aan de balie van Oudenaarde. Hierop aansluitend vervult ze deze functie tot op heden aan de balie van Antwerpen. Daarnaast was ze redactiesecretaris, redacteur en rechtspraakmedewerker van het Tijdschrift voor Gemeenterecht van december 1996 tot mei 2000.
Bij de gemeenteraadsverkiezingen van 1994 werd ze als 21-jarige studente vanop de vijfde plaats op de VLD-kieslijst verkozen. In februari 2000 werd ze aangesteld als schepen voor Personeels- en Juridische Zaken, ter vervanging van André Gantman. Hierdoor werd ze de jongste schepen ooit in Antwerpen. Bij de gemeenteraadsverkiezingen van 2000 werd ze herverkozen vanop de tweede plaats op de VLD-kieslijst. Ze behaalde 4.155 voorkeurstemmen. Op 12 maart 2003 nam ze, net als het voltallige college van burgemeester en schepenen ontslag tijdens de zogeheten Visa-affaire. De meeste schepenen werden een maand later opnieuw aangesteld, maar door interne verschuivingen binnen haar partij werd Coolsaet opzijgeschoven ten voordele van Ludo Van Campenhout. 
Bij de lokale verkiezingen van 2006 was ze eerste opvolgster op de VLD-kieslijst, vanuit deze hoedanigheid verving ze uittredend schepen voor Veiligheid Dirk Grootjans als gemeenteraadslid die besloot niet te zetelen. Een mandaat dat ze vervulde tot april 2012, toen ze door een verhuis naar Brasschaat haar zetel moest opgeven. Ze werd voor de resterende legislatuur opgevolgd door Marleen Van Ouytsel.
Van 2004 tot 2012 cumuleerde ze een tiental, deels bezoldigde, mandaten.